# Peugeot Partner
La Partner è una multispazio prodotta dalla Casa francese Peugeot a partire dal 1996. Nel solo mercato italiano e limitatamente alla sola prima generazione, la denominazione ufficiale fu Ranch. Nella seconda generazione, la denominazione Partner fu invece uniformata a tutti i mercati. Per quanto riguarda la terza generazione, invece, la denominazione Partner è stata limitata alle sole versioni commerciali, destinate al trasporto di merci, mentre la versione adibita al trasporto di passeggeri è stata denominata Rifter.

## Storia e profilo
La Ranch nasce nel 1996 e con essa viene creata una nuova nicchia di mercato, ossia quella delle multispazio, veicoli di taglia media o medio-piccola, con un abitacolo di dimensioni relativamente generose allestibile sia per il trasporto di persone sia per il trasporto di merci. Questo genere di vetture è un sottoinsieme delle MPV (Multi-purpose Vehicles). In realtà le sue forme sono semplici e propongono una versione miniaturizzata del concetto di MPV, che però nel 1996, quando la Ranch debuttò, era anch'esso sconosciuto ai più. La Ranch incrocia forme di derivazione automobilistica (il volume frontale) con forme derivate dai mezzi commerciali (il volume dell'abitacolo) e crea un genere di auto completamente nuovo, adatto per chi desidera un veicolo per il tempo libero o per le famiglie numerose.

## Prima generazione (1996-2013)
Prodotta anche come Citroën Berlingo, la Ranch contava fin dall'inizio anche su un portellone posteriore scorrevole, che facilitava l'ingresso dei passeggeri o delle merci, nel caso della versione furgonata. In ogni caso, anche nella versione adibita al trasporto di persone, i sedili posteriori possono essere facilmente abbattuti per aumentare la capacità di carico. In quest'ultima versione, la Ranch era disponibile anche con tettuccio apribile in tessuto.
I motori, tutti di origine PSA, sono compresi tra i 1.4 e i 1.9 litri, benzina e gasolio e sono molto affidabili e relativamente economici.
La Ranch conobbe immediatamente un buon successo commerciale, grazie al suo spazio interno ampio e modulabile in funzione del carico.

### Motori
Realizzato sul pianale della ZX (ereditato dalla Xsara e dalla Peugeot 306), la Ranch era, fin dall'inizio, disponibile con un'interessante gamma di motori, illustrata di seguito:
- 1.4 a benzina TU3MZ da 75 CV;
- 1.6 a benzina TU5 JP4 da 90 CV;
- 1.9 diesel XUD9/Z a iniezione indiretta da 71 CV.

### Evoluzione

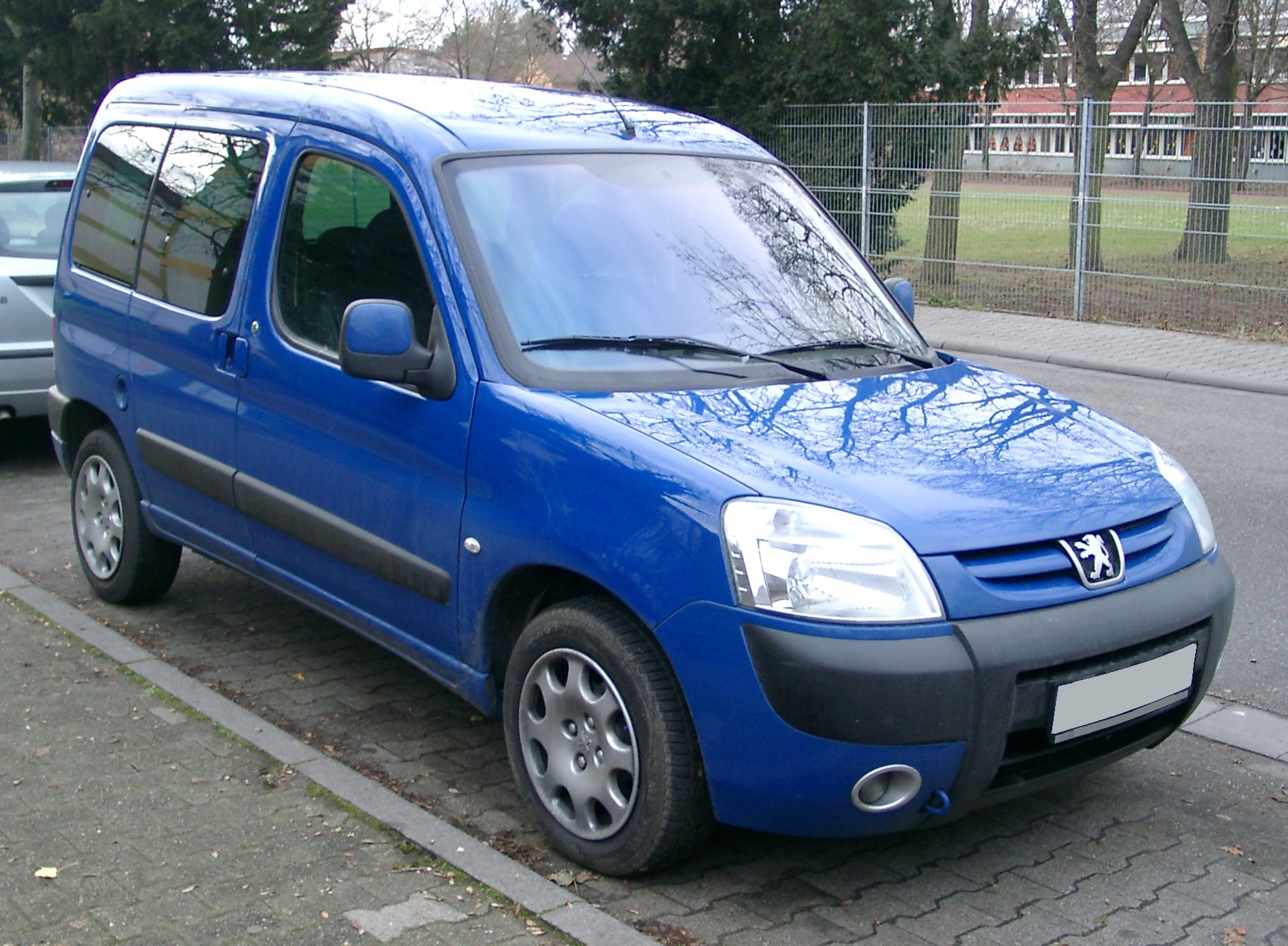
Una Partner/Ranch prima serie post-restyling

Nel 1997, solo in alcuni mercati, venne inserito in gamma un 1.8 a benzina della famiglia XU, con cilindrata di 1761 cm³ e potenza massima di 90 CV.
Nel 1999, il motore 1.9 a gasolio venne sostituito da un'unità da 1.8 litri, sempre aspirata e con potenza massima scesa solo di poco, da 71 a 69 CV. Contemporaneamente, vi fu l'arrivo della prima versione con motore turbodiesel, ma soprattutto con tecnologia common rail. Questo motore, privo di intercooler, aveva una cilindrata di 2 litri ed erogava una potenza massima di 90 CV. Nel settembre 2002 arrivò il restyling, che vide l'adozione di nuovi fari anteriori e di una calandra ridisegnata. Per l'occasione, la Ranch acquisì anche il secondo portellone laterale scorrevole. Per il resto la vettura rimase quasi immutata. Per quanto riguarda la gamma motori, il restyling fu l'occasione per una generale rivisitazione: sul fronte benzina, vi fu l'arrivo di una versione più brillante, un 1.6 16v da 110 CV, mentre per quanto riguarda i motori diesel, il 2 litri common rail da 90 CV venne tolto dal listino, sostituito però nel 2006 da 1.6 HDi di pari potenza.
Da quel momento in poi non si ebbero più variazioni significative alla gamma: nonostante l'arrivo, avvenuto nel 2008, del Partner seconda serie, il vecchio Partner continuò a essere presente in listino per alcuni anni ancora, fino al 2013, anno in cui la produzione cessò.

## Seconda generazione (2008-2018)
Nel 2008 ha debuttato la nuova serie del Ranch, che in Italia ha cambiato nome in Partner, uniformandosi di conseguenza al resto del mondo.
Il design è stato completamente rinnovato (come il suo gemello Citroën Berlingo) e la capacità di carico raggiunge i 3,9 m³ con la versione a passo lungo.
Le linee sono molto più aggressive: alcune testate giornalistiche lo hanno definito addirittura sportiveggiante. La nuova Partner ha un frontale in cui spicca la grande bocca tipica delle Peugeot prodotte negli anni 2000. Conformi al family-feeling Peugeot del periodo sono anche i grandi fari anteriori dal disegno appuntito. Anche posteriormente i gruppi ottici sono più grandi che non nella serie precedente.
Al suo debutto, la seconda generazione del multispazio Peugeot è stata proposta sostanzialmente in due motorizzazioni, anche se declinate in più varianti. Sul fronte benzina troviamo il 1.6 bialbero TU5 disponibile con potenza di 109 CV e il più moderno motore Prince con potenza ridotta a 90 CV. In alcuni mercati, quest'ultimo motore è assente e al suo posto si trova ancora una variante depotenziata a 90 CV del meno moderno TU5. Per quanto riguarda il diesel, troviamo invece il 1.6 HDi con potenze di 75, 90 e 109 CV. In più è disponibile anche in versione ibrida benzina-GPL e in versione Outdoor, con altezza da terra maggiorata e un look più fuoristradistico. La versione destinata al trasporto di persone prende il nome di Partner Tepee. È disponibile in alcuni mercati anche una versione elettrica con potenza di 67 CV e autonomia di 170 km.

### Evoluzione

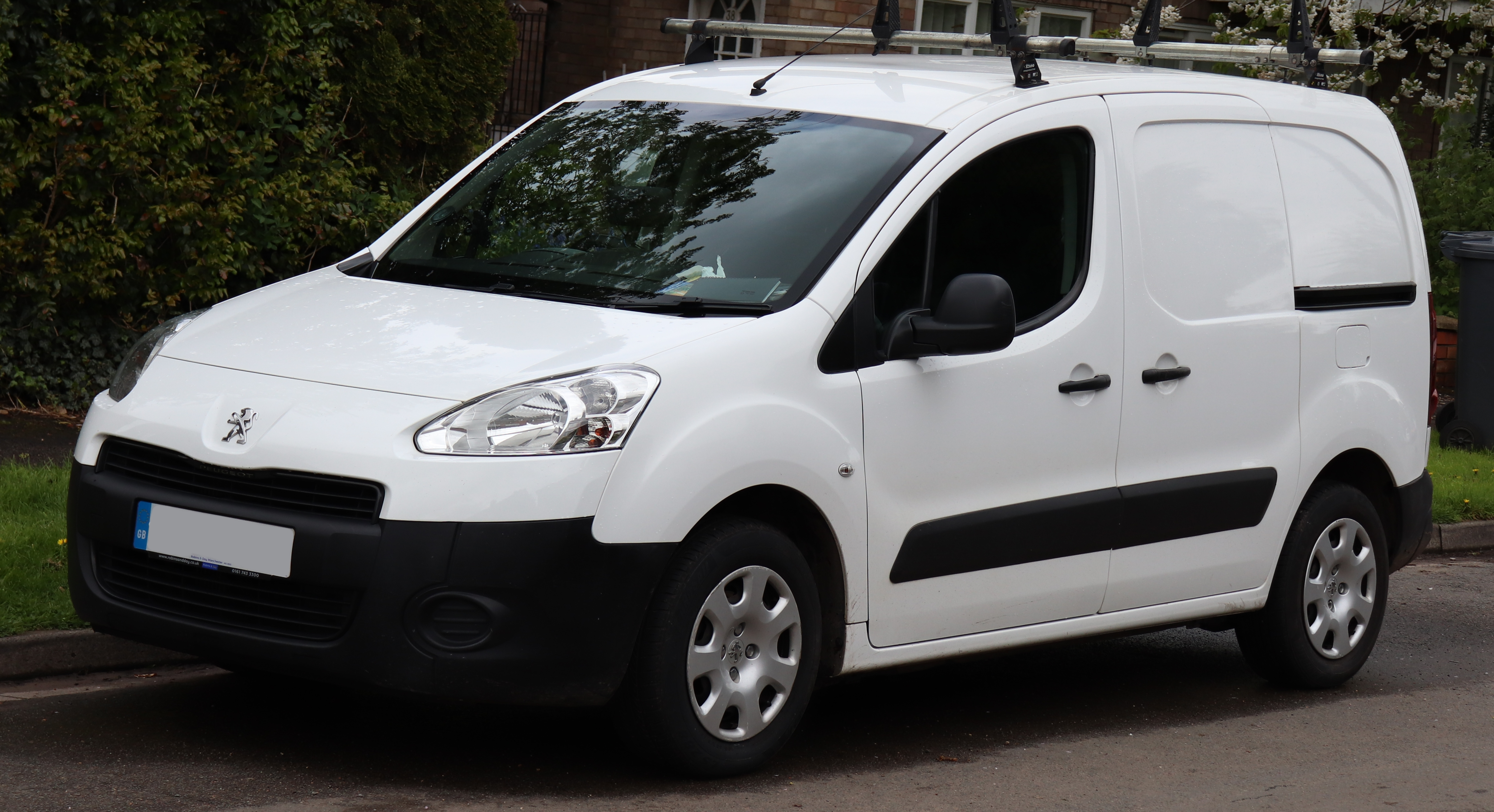
Una Peugeot Partner dopo il restyling del 2012

All'inizio del 2010 il motore 1.6 16V TU5JP4 a benzina da 109 CV viene sostituito con il 1.6 16V VTi EP6 da 120 CV, già montato su numerose altre applicazioni del gruppo PSA. Fu l'ultima applicazione del vecchio motore TU5JP4, che quindi scomparve dalle scene dopo anni e anni di utilizzo in diverse varianti su svariati modelli della Casa. Contemporaneamente a tale aggiornamento, il 1.6 di base viene sostituito da 90 a 98 CV, mentre tutti i diesel, tranne quello di base, hanno beneficiato di un lieve incremento di potenza, 2 cavalli rispetto a prima. Nei Paesi in cui venne previsto, fu il TU5 da 90 CV a subire un incremento di potenza e a passare così a 98 CV.
Nel 2012 si ha il restyling della Partner, restyling presentato al Salone dell'automobile di Ginevra: esternamente cambia soprattutto il frontale, ristilizzato secondo i più recenti dettami stilistici della Casa e ora dotato anche di luci diurne a led. Meccanicamente si ha l'arrivo del 1.6 e-HDi da 92 CV (in affiancamento al 1.6 HDi da 92 CV senza tecnologia microibrida), mentre il 1.6 HDi più potente vede un altro leggerissimo incremento di potenza, passando così da 112 a 114 CV. A partire dall'autunno dello stesso anno, le versioni 1.6 HDi da 92 e 114 CV possono essere ordinate anche con trazione integrale. Tale nuovo tipo di trazione caratterizza le Partner Tepee 4x4, in vendita appunto da settembre.

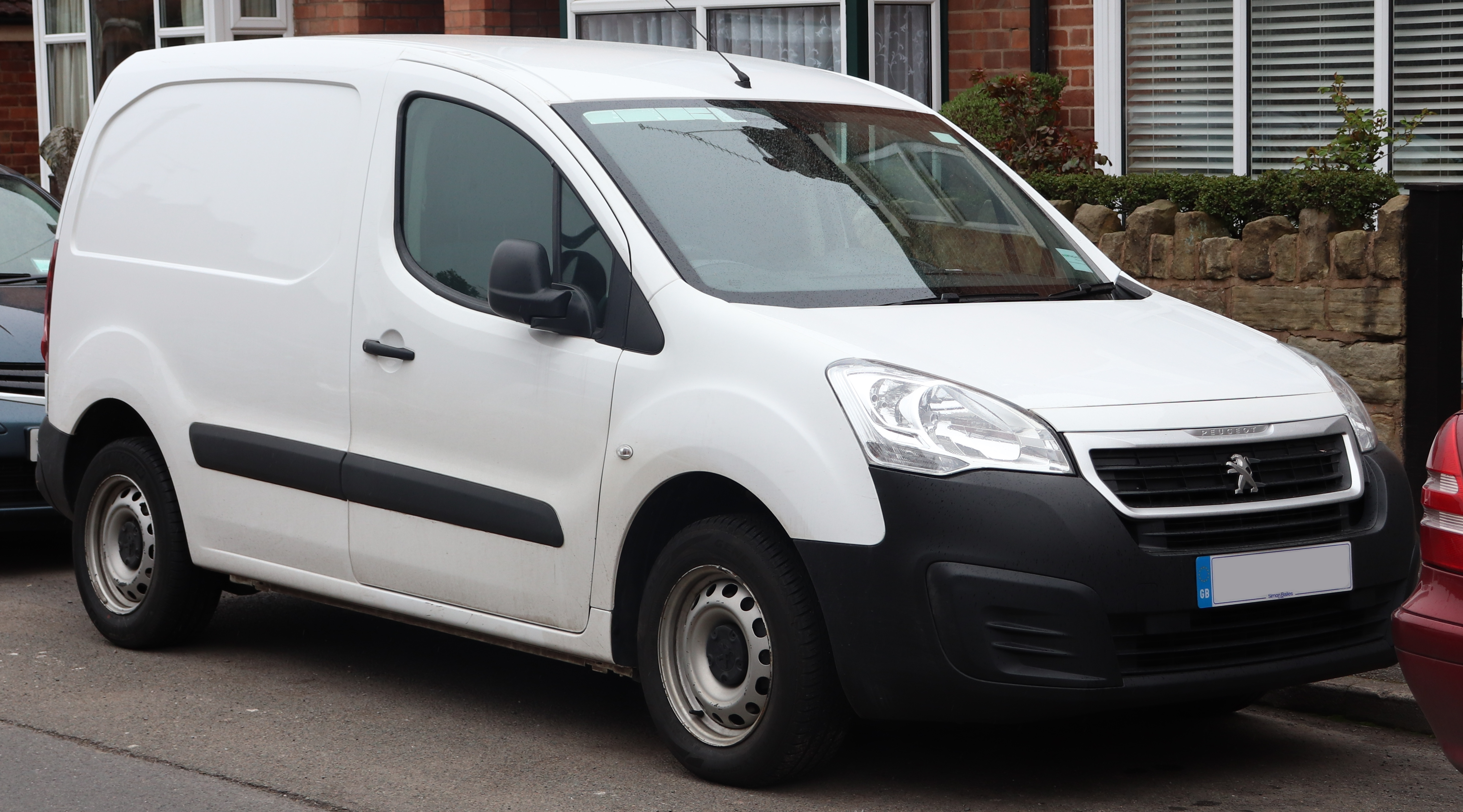
Una Peugeot Partner dopo l'aggiornamento del 2015

Per circa due anni e mezzo non si sono avute novità di sorta, fino alla primavera del 2015, quando è sopraggiunto un secondo restyling per la gamma della Partner. La presentazione della Partner è avvenuta in una cornice un po' inconsueta, o forse semplicemente passata quasi del tutto inosservata, vale a dire quella del Salone di Algeri. Le novità estetiche proposte con questo nuovo aggiornamento sono visibili innanzitutto nel frontale, che sfoggia una nuova calandra più in linea con i recenti dettami stilistici della Casa del Leone. Nuovi anche i fari e lo scudo paraurti, ora più avvolgente e proposto in una combinazione di colori in parte non verniciata e in parte in tinta con la carrozzeria. Per quanto riguarda le motorizzazioni, vengono riconfermate le due unità 1.6 a benzina da 98 e 120 CV, ma stavolta entrambe appartenenti alla famiglia Prince per tutti i mercati di destinazione, mentre il 1.6 HDi presente fino a quel momento in più varianti è stato sostituito dal 1.6 BlueHDi in tre livelli di potenza, ossia 75, 100 e 120 CV. Durante l'estate dello stesso anno, il 1.6 BlueHDi da 100 CV è stato montato anche sulla variante a trazione integrale del Partner.
Nella primavera del 2016, il 1.6 da 120 CV lascia il posto al più moderno 1.2 turbo, con potenza massima ridotta a 110 V, ma per contro con coppia massima salita da 160 a 205 Nm, un fattore importante per questa tipologia di veicoli, che badano maggiormente all'erogazione a regimi bassi piuttosto che alle accelerazioni rabbiose.
La commercializzazione della seconda generazione del Partner cessa all'inizio dell'estate del 2018, quando viene immesso nel mercato il modello destinato a raccolglierne l'eredità e denominato Rifter, se adibito al trasporto passeggeri, e Partner se adibito al trasporto merci.

### Motorizzazioni
| Modello | Anni di produzione | Motore                | Cilindrata (cm³)   | Potenza kW (CV)    | Coppia massima (N·m) | Trazione           | Emissioni CO2 (g/km) | Velocità max (km/h) | 0–100 km/h (secondi) | Consumo medio (l/100 km) |
| Versioni a benzina | Versioni a benzina | Versioni a benzina    | Versioni a benzina | Versioni a benzina | Versioni a benzina   | Versioni a benzina | Versioni a benzina   | Versioni a benzina  | Versioni a benzina   | Versioni a benzina       |
| --- | ------------------ | --------------------- | ------------------ | ------------------ | -------------------- | ------------------ | -------------------- | ------------------- | -------------------- | ------------------------ |
| 1.2 PureTech | 04/2016-03/2018    | EB2DT                 | 1199               | 88 (110)           | 205                  | A                  | 122                  | 180                 | 11"9                 | 5,1                      |
| 1.6 16V | 05/2008-07/20101   | TU5JP4                | 1587               | 66 (90)            | 132                  | A                  | 195                  | 160                 | 15"3                 | 8,6                      |
| 1.6 16V | 2010-151           | TU5JP4                | 1587               | 72 (98)            | 132                  | A                  | 164                  | 162                 | 15"3                 | 7,5                      |
| 1.6 16V | 05/2008-11/2009    | TU5JP4                | 1587               | 80 (109)           | 147                  | A                  | 195                  | 170                 | 13"5                 | 8,6                      |
| 1.6 VTi | 2008-102           | EP6                   | 1598               | 66 (90)            | 132                  | A                  | 195                  | 160                 | 15"3                 | 8,2                      |
| 1.6 VTi | 07/2010-06/20182   | EP6                   | 1598               | 72 (98)            | 152                  | A                  | 155                  | 162                 | 13"8                 | 7,1                      |
| 1.6 VTi | 11/2009-04/2016    | EP6                   | 1598               | 88 (120)           | 160                  | A                  | 169                  | 177                 | 12"                  | 7,7                      |
| Versioni a gasolio |                    |                       |                    |                    |                      |                    |                      |                     |                      |                          |
| 1.6 HDi | 05/2008-11/2009    | DV6B                  | 1560               | 55 (75)            | 185                  | A                  | 150                  | 148                 | 17"1                 | 5,9                      |
| 1.6 HDi | 11/2009-04/2015    | DV6B                  | 1560               | 55 (75)            | 185                  | A                  | 135                  | 148                 | 17"1                 | 5,3                      |
| 1.6 HDi | 05/2008-07/2010    | DV6ATED4              | 1560               | 66 (90)            | 215                  | A                  | 150                  | 160                 | 14"3                 | 5,9                      |
| 1.6 HDi | 07/2010-04/2015    | DV6D                  | 1560               | 68 (92)            | 230                  | A                  | 135                  | 162                 | 14"3                 | 5,3                      |
| 1.6 HDi | 05/2008-07/2010    | DV6TED4               | 1560               | 80 (109)           | 260                  | A                  | 147                  | 173                 | 12"5                 | 7,8                      |
| 1.6 HDi | 07/2010-03/2012    | DV6C                  | 1560               | 82 (112)           | 240                  | A                  | 139                  | 173                 | 12"3                 | 5,5                      |
| 1.6 HDi | 04/2012-04/2015    | DV6C                  | 1560               | 84 (114)           | 240                  | A                  | 139                  | 172                 | 12"1                 | 5,5                      |
| 1.6 e-HDi | 04/2012-04/2015    | DV6ATED4 + Start&Stop | 1560               | 68 (92)            | 230                  | A                  | 125                  | 165                 | 15"5                 | 4,8                      |
| 1.6 BlueHDi 75 | dal 2015           | DV6FE                 | 1560               | 55 (75)            | 230                  | A                  | 110                  | 153                 | 17"1                 | 4,4                      |
| 1.6 BlueHDi 100 | 04/2015-06/2018    | DV6FD                 | 1560               | 72 (99)            | 254                  | A                  | 115                  | 162                 | 14"2                 | 4,4                      |
| 1.6 BlueHDi 100 4x4 | 04/2015-06/2018    | DV6FD                 | 1560               | 72 (99)            | 254                  | I                  | 113                  | 166                 | 14"2                 | 4,3                      |
| 1.6 BlueHDi 120 | 04/2015-06/2018    | DV6FC                 | 1560               | 88 (120)           | 300/17503            | A                  | 113                  | 174                 | 12"9                 | 4,4                      |
| 1.6 HDi 4x4 | 04/2012-04/2015    | DV6D                  | 1560               | 68 (92)            | 230                  | I                  | 154                  | 162                 | 14"3                 | 5,2                      |
| 1.6 HDi 4x4 | 04/2012-04/2015    | DV6C                  | 1560               | 84 (114)           | 240                  | I                  | 150                  | 172                 | 12"1                 | -                        |
| Note: 1Solo per alcuni mercati tra cui quello italiano 2Solo per alcuni mercati tra cui quello francese 3320 Nm con l'overboost inserito |                    |                       |                    |                    |                      |                    |                      |                     |                      |                          |

### Il Partner elettrico
Con l'arrivo della seconda generazione del Partner, venne proposta in gamma anche una variante a propulsione elettrica. Tale variante monta un motore elettrico da 67 CV in grado di erogare fin da subito una coppia di 200 Nm con erogazione piatta e continua (com'è normale nei motori elettrici). Questo propulsore riesce a far accelerare la vettura da 0 a 100 km/h in 18"7, ma autolimitando la velocità massima a 110 km/h per non pregiudicare troppo l'autonomia delle batterie. A causa della presenza del pesante pacco batterie, la massa a vuoto della versione elettrica sale a 1.530 kg. I due restyling che si sono succeduti nel corso della carriera del Partner non ha influito sulla presenza della versione elettrica nella gamma. In ogni caso, il Partner elettrico non è previsto che per alcuni mercati europei, non per tutti. Nel 2017 a Ginevra viene svelata la variante Tepee (per trasporto persone) a propulsione elettrica. Tale modello verrà anch'esso proposto in Europa entro la fine dello stesso anni in diversi mercati del Vecchio Continente. Le caratteristiche tecniche coincidono con quelle degli altri Partner Tepee lanciati in precedenza.

## Terza generazione (dal 2018)
Nel luglio del 2018 viene avviata la commercializzazione della terza generazione del Partner, ma stavolta la denominazione Partner viene limitata alle sole versioni commerciali, destinate al trasporto di merci, mentre le versioni destinate al trasporto di passeggeri vengono ribattezzate Rifter. Da questo progetto è stata nuovamente derivata anche la corrispondente Berlingo commercializzata con il marchio Citroën, nonché la versione Opel posta in listino come Opel Combo. Come queste ultime, anche il Partner e il Rifter vengono proposti in due varianti di passo, e anche la gamma motori d'esordio è la stessa, con un 1.2 turbo benzina da 110CV e un 1.5 BlueHDi proposto nelle potenze di 75, 102 e 130 CV.
La versione 2020 viene proposta con quattro allestimenti su due diverse lunghezze di carrozzeria 4,4 e 4,75 m, con la più lunga che può essere a 7 posti. Entra in gamma il cambio manuale a 6 rapporti invece di 5 per la versione Diesel BlueHDi 100 S&S.
A partire dal gennaio 2022, la gamma Partner può ancora comprendere motorizzazioni termiche, mentre quella della versione per trasporto passeggeri, ossia il Rifter, diventa disponibile solo a trazione elettrica. I motori endotermici previsti per la gamma Partner a partire dal 2022 comprendono il 1.2 PureTech da 110 CV e i due diesel da 100 e 130 CV, oltre che il motore elettrico da 136 CV. 
Nel 2023 il Partner/Rifter, assieme agli altri veicoli commerciali del marchio, riceve un restyling sia interno che esterno.
Nel 2024 anche il Rifter ritorna ad essere vendibile con i motori termici.
| Modello                  | Anni di produzione | Motore | Cilindrata (cm³) | Potenza kW (CV)/rpm | Coppia massima N·m/rpm | Trasmissione                 | 0–100 km/h (secondi) | Velocità max (km/h) | Emissioni CO2 (g/km) | Consumo medio (l/100 km) |
| ------------------------ | ------------------ | ------ | ---------------- | ------------------- | ---------------------- | ---------------------------- | -------------------- | ------------------- | -------------------- | ------------------------ |
| 1.2 PureTech 110 MT6 S&S | dal 07/2018        | EB2TD  | 1199             | 81 (110)/5500       | 205/1750               | Manuale a 6 marce            | 11,5                 | 175                 | 125                  | 5,5                      |
| 1.5 BlueHDi 75 MT5       | dal 07/2018        | DV5RE  | 1499             | 56 (75)/3500        | 230/1750               | Manuale a 5 marce            | 15,8                 | 150                 | 112                  | 6,2                      |
| 1.5 BlueHDi 100 MT5      | dal 07/2018        | DV5RD  | 1499             | 75 (100)/3500       | 250/1750               | Manuale a 5 marce            | 12                   | 162                 | 113                  | 6,1                      |
| 1.5 BlueHDi 130 MT6 S&S  | dal 07/2018        | DV5RC  | 1499             | 96 (130)/3750       | 300/1750               | Manuale a 6 marce            | 10                   | 185                 | 117                  | 6,4                      |
| 1.5 BlueHDi 130 EAT8 S&S | dal 07/2018        | DV5RC  | 1499             | 96 (130)/3750       | 300/1750               | Automatico a 8 rapporti EAT8 | 10,7                 | 183                 | 114                  | 6,6                      |
| e-Rifter/e-Partner       | dal 2020           | -      | -                | 100 (136)/5500      | 260/3674               | rapporto fisso               | 11,2                 | 135                 | -                    | -                        |